# Dee (Cumbria)
La Dee est une rivière arrosant le district de Craven, à l'extrême sud-est du comté de Cumbria, mais rattaché traditionnellement au West Riding of Yorkshire. Le nom vient sans doute du cambrien deva qui signifie déesse, ou peut-être de Dent ou Dentdale, localités arrosées par ce cours d'eau.
La rivière prend sa source en amont de Dent Head Farm (sur la Dales Way), se grossit des apports de plusieurs torrents qui sourdent de la tourbière de Blea Moor. Elle s'écoule d'abord vers le nord, contourne Stone House, reçoit les apports de l'Arten Gill, poursuit jusqu'à Cowgill où son cours s'incurve vers l'est et la vallée de la Dent. Là, elle récolte les eaux de la becque de Deepdale (qui descend du nord depuis la colline de Whernside) avant de traverser les bourgs de Dent et de Gawthrop.
La rivière traverse Lenacre et Rash avant de se déverser dans la Rawthey à Catholes, non loin de la petite ville de Sedbergh.
Le vieux moulin de Rash Bridge serait la source d'inspiration de la chanson traditionnelle The Jolly Miller of Dee.
La Rawthey est elle-même un affluent de la Lune